# Sulęczyno (gmina)
Sulęczyno est une gmina rurale du powiat de Kartuzy, Poméranie, dans le nord de la Pologne. Son siège est le village de Sulęczyno, qui se situe environ 31 km à l'ouest de Kartuzy et 59 km à l'ouest de la capitale régionale Gdańsk.
La gmina couvre une superficie de 131,31 km2 pour une population de 4 886 habitants.

## Géographie
La gmina inclut les villages d'Amalka, Bielawki, Borek, Borek Kamienny, Borowiec, Bukowa Góra, Chojna, Czarlino, Kistówko, Kistowo, Kłodno, Kołodzieje, Mściszewice, Nowy Dwór, Ogonki, Opoka, Ostrów-Mausz, Ostrowite, Podjazy, Sucha, Sulecki Borek, Sulęczyno, Węsiory, Widna Góra, Żakowo, Zdunowice, Zdunowice Małe et Zimna Góra.
La gmina borde les gminy de Kościerzyna, Lipusz, Parchowo, Sierakowice et Stężyca.